# Shivakiar Ibrahim
Shivakiar Ibrahim, née en 1876, morte le 17 février 1947 au Caire, en turc : Şivekiar İbrahim, est une princesse égyptienne faisant partie de la dynastie de Méhémet Ali. Elle est la première épouse du roi Fouad Ier.

## Famille
La princesse Shivakiar, également appelée Al-Amira Shivakiar Ibrahim, est née le 25 octobre 1876 à Üsküdar, anciennement Scutari, actuellement un quartier d'Istanbul. Elle est décédée le 17 février 1947 au Caire. Elle est la seule fille du maréchal et prince Ibrahim Fahmi Ahmad et sa première épouse, Vijdan Navjuvan Khanum, de la minorité ethnique des Adyguéens et de la famille d'Ali Pacha Chérif (en). Shivakiar Ibrahim a deux frères, le prince Mohammed Vahid ud-din Ibrahim Bey et le prince Ahmad Saif ud-din Ibrahim Bey. Sa mère divorce et se remarie avec Faridun Pacha, lieutenant-général dans l'armée impériale ottomane.
Elle a été nommée en l'honneur de son arrière-grand-mère paternelle, la deuxième épouse d'Ibrahim Pacha.

## Mariages

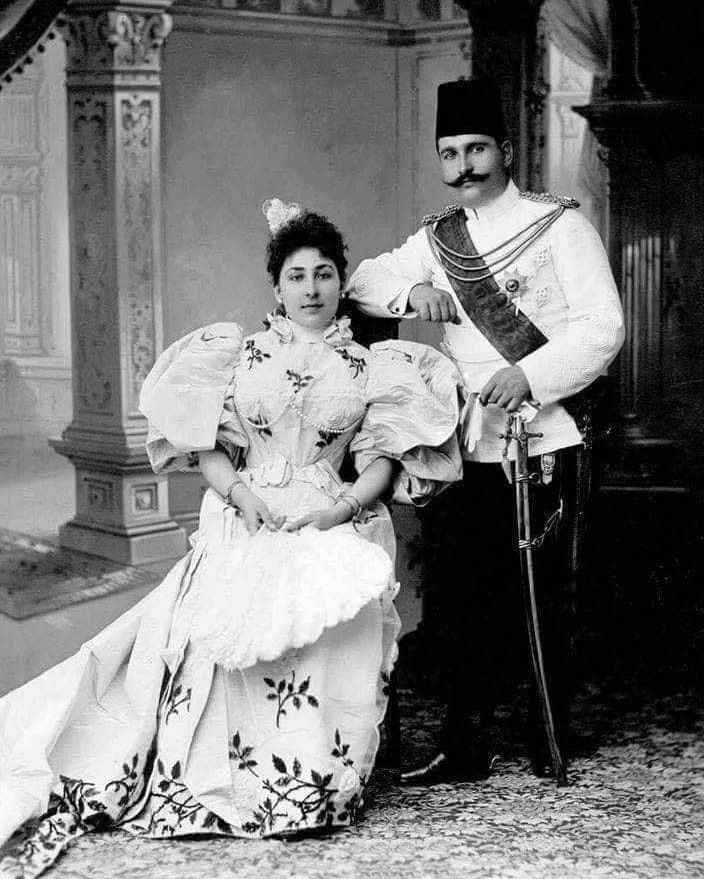
Shivakiar Ibrahim et son premier époux Fouad Ier, roi d’Égypte.

Le 30 mai 1895, la princesse Shivakiar épouse son cousin, le prince Fouad, qui deviendra roi d’Égypte, le 9 octobre 1917. De leur union, nait Al-Amir Ismail Fouad, qui meurt en enfance et Fawkiah, princesse d’Égypte,,. Le prince Fouad est profondément attaché à sa femme, mais en mai 1898, trois ans après leur mariage, la princesse le contraint à divorcer.  
Le 14 mars 1900, elle épouse Abdul Rauf Sabit Bey. De leur union, naissent un fils (Ain Al-Hayat Sabet) et une fille. Ils divorcent en 1903. Elle se marie, une troisième fois, le 2 janvier 1904, avec Saifullah Yusri Pacha, dont elle est la seconde épouse. Ils ont un fils, Wahid Seiffullah Yousry et une fille, Lutfia Khanum. Shivakiar demande le divorce le 10 janvier 1916. Elle épouse, pour son quatrième mariage, le 5 juillet 1917, Muhammad Salim Khalil Bey Demirkan : ils ont un fils, Muhammad Vahid ud-din Khalil. Shivakiar Ibrahim divorce à nouveau le 2 mars 1925.

## Vie et mort

Tombeau de Shivakiar Khanum Effendi situé au cimetière du désert d'El-Mammalek.

Le 1er juillet 1927, elle épouse Ilhami Husain Pasha. Vers la fin de sa vie, elle se consacre à l'avancement de la protection sociale en tant que présidente de la Mohamed Ali Benevolent Society et de la Mar 'al Guedida, une société qui forme les jeunes filles à diverses professions, notamment les soins infirmiers et la confection de vêtements. Au cours de ses dernières années, elle est réputée à la fois pour la splendeur de ses divertissements et sa charité sans faille. Elle est également l'auteur de Mon pays: la rénovation de l'Egypte, Mohammed Aly publié en 1933, et le Pharaon Ne-Ouser-Ra et sa petite fille esclave. 
La princesse Shivakiar vit à proximité du palais du prince Youssouf Kemal, dans une villa spacieuse qu'il lui prête.
Quand elle hérite de son frère, le prince Ahmad Saif ud-din Ibrahim Bey, elle va vivre dans un palais construit par Ali Pacha Gelal, fils de la princesse Zubeida et de Menelikli Pacha. La princesse Shivakiar, a également eu une galerie des ancêtres à son palais du Caire, abritant des  bustes de tous les vice-rois mais également une immense statue du roi Farouk (roi d'Égypte), dernier souverain de la dynastie Muhammad Ali.
Elle meurt au palais Kasr al-Aali, au Caire, le 17 février 1947 et est enterrée à Hosh al-Basha au Caire. Après sa mort, son fils cadet, Muhammad Vahid ud-din Khalil, demande l'autorisation au prince Youssouf d'acheter la villa de la princesse.

## Ascendance
|  |                                        |  |  |  |  |  |  |  |  |  |  |  |  |  |  |  |
|  | 16. Méhémet Ali, Wali d'Égypte         |  |  |  |  |  |  |  |  |  |  |  |  |  |  |  |
|  |                                        |  |  |  |  |  |  |  |  |  |  |  |  |  |  |  |
|  |                                        |  |  |  |  |  |  |  |  |  |  |  |  |  |  |  |
|  | 8. Ibrahim Pacha, Wāli d'Égypte        |  |  |  |  |  |  |  |  |  |  |  |  |  |  |  |
|  |                                        |  |  |  |  |  |  |  |  |  |  |  |  |  |  |  |
|  |                                        |  |  |  |  |  |  |  |  |  |  |  |  |  |  |  |
|  | 17. Amina Khanum Effendi               |  |  |  |  |  |  |  |  |  |  |  |  |  |  |  |
|  |                                        |  |  |  |  |  |  |  |  |  |  |  |  |  |  |  |
|  |                                        |  |  |  |  |  |  |  |  |  |  |  |  |  |  |  |
|  | 4. Prince Ahmad Rifat d'Égypte         |  |  |  |  |  |  |  |  |  |  |  |  |  |  |  |
|  |                                        |  |  |  |  |  |  |  |  |  |  |  |  |  |  |  |
|  |                                        |  |  |  |  |  |  |  |  |  |  |  |  |  |  |  |
|  | 9. Shivakiar Khanum Effendi            |  |  |  |  |  |  |  |  |  |  |  |  |  |  |  |
|  |                                        |  |  |  |  |  |  |  |  |  |  |  |  |  |  |  |
|  |                                        |  |  |  |  |  |  |  |  |  |  |  |  |  |  |  |
|  | 2. Prince Ibrahim Fahmi Ahmad d'Égypte |  |  |  |  |  |  |  |  |  |  |  |  |  |  |  |
|  |                                        |  |  |  |  |  |  |  |  |  |  |  |  |  |  |  |
|  |                                        |  |  |  |  |  |  |  |  |  |  |  |  |  |  |  |
|  | 5. Shamsi Khanum Effendi               |  |  |  |  |  |  |  |  |  |  |  |  |  |  |  |
|  |                                        |  |  |  |  |  |  |  |  |  |  |  |  |  |  |  |
|  |                                        |  |  |  |  |  |  |  |  |  |  |  |  |  |  |  |
|  | 1. Shivakiar Khanum Effendi            |  |  |  |  |  |  |  |  |  |  |  |  |  |  |  |
|  |                                        |  |  |  |  |  |  |  |  |  |  |  |  |  |  |  |
|  |                                        |  |  |  |  |  |  |  |  |  |  |  |  |  |  |  |
|  | 3. Vijdan Navjuvan Khanum              |  |  |  |  |  |  |  |  |  |  |  |  |  |  |  |
|  |                                        |  |  |  |  |  |  |  |  |  |  |  |  |  |  |  |
|  |                                        |  |  |  |  |  |  |  |  |  |  |  |  |  |  |  |

## Source
- (en) Cet article est partiellement ou en totalité issu de l’article de Wikipédia en anglais intitulé « Shivakiar Ibrahim » (voir la liste des auteurs).